# Staffanstorps sockerbruk
Staffanstorps sockerbruk etablerades i Staffanstorp 1885 och var ett stort genombrott och gav många människor jobb.  Sockerbruket gav Staffanstorp en anledning att börja växa
I början av 1870-talet när Lund–Trelleborgs Järnväg planerades fanns ännu inte Staffanstorps samhälle. Stationen fick namnet Staffanstorp efter byn Stanstorp. När sockerbruket byggdes öster om järnvägsstationen byggdes även en spårförbindelse och ett stickspår till järnvägen.
På 1880-talet fanns det två råsockerfabriker i Skåne: en i Arlöv och en i Säbyholm, som båda var anslutna till raffinaderier. Men Staffanstorp skulle vara ett fristående råsockerbruk, i samverkan med jordbrukarna och raffinadörer. Järnvägen mellan Lund-Trelleborg som redan var etablerad såg en chans till ökade transportvinster och därför stöttade sockerbrukssatsningen.

## Historik
Två personer som hade en avgörande betydelse för tillkomsten av detta sockerbruk var Gottfrid Warholm och Carl Tranchell. Företagets namn var Lunds sockerfabriks aktiebolag. Gottfrid Warholm var styrelseordförande 1885-1907. Anläggningskostnaden uppgick till 726 600 kr. Kapitalet kom från lantbrukare och sockerraffinaderier. Byggnadsentreprenör var byggmästare Mortensen från Malmö. Processutrustningen kom från F. Hallström Nienburg , Sudenburger Mashinenfabrik Magdeburg, Kockums Mekaniska Verkstad samt Carl Holmberg. Staffanstorpsfabriken byggdes för en dygnsavverkning av 200 ton betor per dygn, Säbyholmsfabriken hade byggts för 150 ton betor per dygn och Arlövsfabriken för 100 ton. Den första betkampanjen började den 22 oktober 1885. År 1887/88 gjorde sockerbruket en vinst på hela 403 224 kr. År 1897 köpte  sockerbruket aktier för 175.000:- i det nybildade Sockerfabriks AB Union. Sockerfabriken elektrifierades åren 1920-1924.  Avverkningskapaciteten ökades genom en stor mängd ombyggnader och var år 1925 uppe i 1 200 ton per dygn. Detta år var betkampanjens längd 58 dagar och antalet arbetare under betkampanjen 275. Sockerbruket lades ner år 1963.

## Saftstation
Saftstationen Klågerup var i drift mellan betkampanjerna 1894/95 och 1918/19. Den var ansluten till Staffanstorps sockerbruk via en underjordisk rörledning.

## Vågstationer
Vågstationer är vågar belägna vid järnvägsstationer eller vid lastplatser vid järnvägar. Vågstationer tillhöriga Staffanstorps sockerbruk år 1940 var Hospitalet, Klågerup, Bara Kongsmarken, Nordanå, Djurslöv, Kyrkheddinge, Dalby, Skarftofta och Veberöd. Hospitalet var en lastplats vid Lund-Trelleborgs järnväg belägen där nuvarande Tetra-Pak finns. År 1940 levererades 35 % av betorna till Staffanstorps sockerbruk med landsvägsfordon, 48 % på järnväg från vågstationer och 17 % på järnväg från andra stationer och lastplatser.